# Dan Bricklin
Dan Bricklin, né le 16 juillet 1951 à Philadelphie est diplômé de la Harvard Business School, inventeur avec Robert Frankston du logiciel de tableur VisiCalc, pour l'ordinateur Apple II.
Bricklin a étudié au Massachusetts Institute of Technology le génie électrique et l'informatique et a obtenu sa licence en  1973. C'est lors d'une conférence à la Harvard Business School que Bricklin eut l'idée de VisiCalc : le professeur décrivait un modèle financier en traçant au tableau des lignes et des colonnes (comme un bilan comptable) remplies de formules, puis d'exemples de valeurs chiffrées qu'il effaçait au fur et à mesure pour les actualiser. Bricklin vit toute l'utilité que présenterait une « feuille de calcul électronique » pour saisir d'un coup l'interaction de toutes ces formules

## Source
- Steven J. Wallach, « 1996 Computer Entrepreneur Award Recipient », sur IEEE (consulté le 2 avril 2014)

## Note
1. ↑  anonyme, « Dan Bricklin, Inventor of the Electronic Spreadsheet », sur Low End Mac, 7 novembre 2006 (consulté le 13 juillet 2016)